# Mistrzostwa Świata w Szermierce 1998
Mistrzostwa Świata w Szermierce 1998 – 60. edycja mistrzostw odbyła się w szwajcarskim mieście La Chaux-de-Fonds.

## Klasyfikacja medalowa
| Lp. | Państwo          | złoto | srebro | brąz | Razem |
| --- | ---------------- | ----- | ------ | ---- | ----- |
| 1   | Francja          | 3     | 3      | –    | 6     |
| 2   | Włochy           | 2     | 1      | 3    | 6     |
| 3   | Węgry            | 2     | –      | 3    | 5     |
| 4   | Niemcy           | 1     | 1      | –    | 2     |
| 5   | Polska           | 1     | –      | 3    | 4     |
| 6   | Ukraina          | 1     | –      | 1    | 2     |
| 7   | Kuba             | –     | 2      | 1    | 3     |
| 8   | Rosja            | –     | 1      | 2    | 3     |
| 9   | Rumunia          | –     | 1      | –    | 1     |
| –   | Szwecja          | –     | 1      | –    | 1     |
| 11  | Korea Południowa | –     | –      | 1    | 1     |
| –   | Hiszpania        | –     | –      | 1    | 1     |

## Medaliści

### Mężczyźni
| Złoto                                                                            | Srebro                                                                            | Brąz                                                                                     |
| Floret                                                                           |                                                                                   |                                                                                          |
| Serhij Hołubycki                                                                 | Elvis Gregory                                                                     | Piotr Kiełpikowski Salvatore Sanzo                                                       |
| Polska · Adam Krzesiński · Sławomir Mocek · Ryszard Sobczak · Piotr Kiełpikowski | Francja · Patrice Lhôtellier · Lionel Plumenail · Laurent Bel · Jean-Noël Ferrari | Korea Południowa · Kim Young-ho · Yu Bong-hyeong · Chung Kwang-suk · Kim Seung-pyo       |
| Szpada                                                                           |                                                                                   |                                                                                          |
| Hugues Obry                                                                      | Péter Vánky                                                                       | Carlos Pedroso Attila Fekete                                                             |
| Węgry · Krisztián Kulcsár · Iván Kovács · Géza Imre · Attila Fekete              | Francja · Hugues Obry · Frantz Philippe · Éric Srecki · Rémy Delhomme             | Rosja · Pawieł Kołobkow · Aleksandr Jeleckich · Andriej Kołotilin · Walerij Zachariewicz |
| Szabla                                                                           |                                                                                   |                                                                                          |
| Luigi Tarantino                                                                  | Raffaello Caserta                                                                 | Fernando Medina Siergiej Szarikow                                                        |
| Węgry · József Navarrete · Domonkos Ferjancsik · György Boros · Zsolt Nemcsik    | Francja · Damien Touya · Jean-Philippe Daurelle · Mathieu Gourdain · Gaël Touya   | Polska · Norbert Jaskot · Marcin Sobala · Rafał Sznajder · Dariusz Gilman                |

### Kobiety
| Złoto                                                                                   | Srebro                                                                           | Brąz                                                                                |
| Floret                                                                                  |                                                                                  |                                                                                     |
| Sabine Bau                                                                              | Swietłana Bojko                                                                  | Giovanna Trillini Valentina Vezzali                                                 |
| Włochy · Giovanna Trillini · Valentina Vezzali · Diana Bianchedi · Annamaria Giacometti | Rumunia · Roxana Scarlat · Zsofia Lazăr-Szabo · Laura Badea · Claudia Grigorescu | Polska · Barbara Wolnicka · Sylwia Gruchała · Anna Rybicka · Magdalena Mroczkiewicz |
| Szpada                                                                                  |                                                                                  |                                                                                     |
| Laura Flessel                                                                           | Denise Holzkamp                                                                  | Hajnalka Tóth Gyöngyi Szalay                                                        |
| Francja · Laura Flessel · Sophie Moressée-Pichot · Valérie Barlois · Sangita Tripathi   | Kuba · Tamara Esteri · Mirayda García · Zuleidis Ortiz · Milagros Palma          | Ukraina · Jewa Wybornowa · Wiktorija Titowa · Ałła Myroniuk · Anna Harina           |